# رهوة آل صميد
رهوة آل صميد: إحدى قرى محافظة المجاردة بمنطقة عسير، جنوب المملكة العربية السعودية. وهي أحد الوجهات السياحية في محافظة المجاردة. تبعد عن مدينة أبها 180 كلم. تقع القرية على قمة جبال خاط وترتفع عن سطح البحر 1500 متر.

## الموقع
تقع قرية رهوة آل صميد أعلى جبال خاط على ارتفاع 1500 متر عن مستوى سطح البحر، ضمن نطاق مركز خاط الإداري التابع لمحافظة المجاردة.

## الطقس
يعتدل مناخ القرية المعلقة في الصيف وتكثر به الأمطار، وتنحدر على إثر سقوط الأمطار شلالات من مرتفعات القرية شمالا وجنوبا. أما شتاءا فيكون الطقس باردا إلى معتدل.

## بناء القرية
كانت تبنى بيوت وقلاع القرية من الحجارة والطين المخلوط بالقش، ثم تتم تغطيتها بالطين وتصبغ بعضها بالخلبة أو النورة.